# Morane-Saulnier MoS-147
Morane-Saulnier MS.147 và các loại máy bay phát triển từ nó là MS.148 và MS.149, là một dòng máy bay huấn luyện, chế tạo ở Pháp vào cuối thập niên 1920.

## Biến thể
- MS.147
  - MS.147P
- MS.148
- MS.149

## Quốc gia sử dụng
Pháp
- Aéronavale (56 × MS.149)
- Aéropostale (3 × MS.147P)

 Brasil
- (30 × MS.147)

 Greece
- Không quân Hy Lạp (5 × MS.147)

 Guatemala
- Không quân Guatemala

 Thổ Nhĩ Kỳ
- Không quân Thổ Nhĩ Kỳ

 Venezuela
- Không quân Venezuela (MS.147)

## Tính năng kỹ chiến thuật (MS.147)
Dữ liệu lấy từ Aviafrance
Đặc điểm tổng quát
- Kíp lái: 2
- Chiều dài: 7.00 m (23 ft 0 in)
- Sải cánh: 10.90 m (35 ft 9 in)
- Chiều cao: 3.69 m (12 ft 1 in)
- Diện tích cánh: 19.3 m2 (208 ft2)
- Powerplant: 1 × Salmson 9Ac, 89 kW (120 hp)

Hiệu suất bay
- Vận tốc cực đại: 145 km/h (91 mph)